# Archie Goodwin (postać fikcyjna)
Archie Goodwin – fikcyjna postać w powieściach autorstwa Rexa Stouta o przygodach Nero Wolfea. Jest asystentem oraz przyjacielem Wolfea. Pełni w powieściach role narratora opisującego sprawy prowadzone przez Nero. Urodził się 23 października, w Chillicothe, Ohio. Mieszka w domu Nero Wolfea na Manhattanie.